# Чирчен-Праден
Чирчен-Праден (нім. Tschiertschen-Praden) — громада  в Швейцарії в кантоні Граубюнден, регіон Плессур.

## Географія
Громада розташована на відстані близько 165 км на схід від Берна, 7 км на південний схід від Кура.
Чирчен-Праден має площу 27,7 км², з яких на 1,3% дозволяється будівництво (житлове та будівництво доріг), 46,7% використовуються в сільськогосподарських цілях, 33,3% зайнято лісами, 18,6% не є продуктивними (річки, льодовики або гори).

## Демографія
2019 року в громаді мешкало 307 осіб (-0,3% порівняно з 2010 роком), іноземців було 8,8%. Густота населення становила 11 осіб/км².
За віковим діапазоном населення розподілялося таким чином: 17,3% — особи молодші 20 років, 56% — особи у віці 20—64 років, 26,7% — особи у віці 65 років та старші. Було 143 помешкань (у середньому 2,1 особи в помешканні).
Із загальної кількості 133 працюючих 20 було зайнятих в первинному секторі, 16 — в обробній промисловості, 97 — в галузі послуг.